# Α-烯醇化酶

α-烯醇化酶（英語：alpha-enolase），也称为烯醇化酶1（enolase 1，ENO1）是人类基因组中编码的三种烯醇化酶（也称做“磷酸烯醇式丙酮酸水合酶”， phosphopyruvate hydratase）之一，以相同亚基形成的蛋白二聚体执行功能，存在選擇性剪接。